# 密爾沃基西線
密爾沃基西線（Milwaukee District/West Line，縮寫為MD-W），是芝加哥通勤鐵路（Metra）系統的一條通勤鐵路線，服務於芝加哥市以及西郊，抵達西郊的埃爾金/巨木路。雖然Metra官方從未以顏色來命名Metra各列車，但在時刻表上其標識色為暗“箭黃”，以紀念該線路上曾經運行的列車：密爾沃基鐵路“箭號”旅客列車。